# Горен Хесен
Горен Хесен (на немски: Oberhessen; Provinz Oberhessen) е названието за територията в Среден Хесен, Германия, която между 1815 и 1945 г. образува провинция на Великото херцогство Хесен (1815 – 1866) и на Народната Република Хесен (1918/1919 – 1934).
- Горен Хесен, 1450
- Провинция Горен Хесен, 1900
- Горен Хесен като провинция на Народнара република Хесен през 1930